# 美丽其格
美丽其格（1928年—2014年1月16日），男，中国音乐家、诗人，内蒙古科尔沁右翼前旗人，蒙古族。

## 生平
美丽其格1928年出生于兴安盟莫根庙的一个军人家庭，幼时家乡的民族歌舞给了他最初的音乐熏陶。17岁上兴安陆军军官学校，不久被编入内蒙古骑兵第一师。
1947年5月加入内蒙古艺术团，任民间艺人组组长。1951年考入中央音乐学院理论作曲系，1956年毕业后赴苏联莫斯科音乐学院留学，1958年毕业回国。其后，美丽其格历任内蒙古歌剧团乐队队长、创编室主任、内蒙古民族剧团副团长、艺术顾问等职。
美丽其格的代表作有创作于1950年的诗歌《举杯祝福毛主席》和创作于1952年的著名歌曲《草原上升起不落的太阳》。后者获全国群众歌曲评选一等奖、《建国四十年来唤起我美好回忆的那些歌》优秀作品奖。
另外他还创作有《草原烽火》、《达那巴拉》、《雪中之花》、《莉玛》、《多松年》、《满都海斯琴》、《双鹤山》等10多部蒙古语歌剧。其中，《达那巴拉》获自治区萨日纳艺术奖歌剧音乐三等奖，《满都海斯琴》获中国艺术节大奖、文华奖音乐创作奖、“五个一工程”奖。
美丽其格十分钟情蒙古族的潮尔乐器。他推动了潮尔培训班的成立。

### 引用
1. ↑  .   [2011-02-13]. （原始内容存档于2014-01-20）.
2. ↑  .   [2011-02-13]. （原始内容存档于2021-04-21）.

### 网页
- 作曲家——美丽其格
- 草原上升起不落的“太阳”[永久]